# Sandwich (Kent)
Sandwich é uma cidade histórica e paróquia civil do condado de Kent, localizada na região sudeste da Inglaterra. Sua população segundo o censo demográfico de 2011 é de 4 985 habitantes.